# Інгіб'єрг Б'ярнасон
Інгіб'єрг Б'ярнасон (ісл. Ingibjörg H. Bjarnason, 14 грудня 1867, Тінгейрі, Ісландія — 30 жовтня 1941, Рейк'явік, Ісландія) — ісландська політична діячка, суфражистка, педагогиня, гімнастка. Перша ісландська гімнастка. Перша жінка, що стала членкинею Альтингу, парламенту Ісландії.

## Ранні роки та освіта
Народилася 14 грудня 1867 року в місті Тінгейрі, одна з п'яти дітей купця Хакона Б'ярнасона і Йоханни Христини Торисдоттир (Þorleifsdóttir). Після смерті батька Інгіб'єрг їде в Рейк'явік, де вступає в Жіночий коледж (Kvennaskólinn). Після закінчення коледжу в 1882 році переїжджає в Данію, займається там гімнастикою, ставши першою ісландською гімнасткою. Інгіб'єрг повертається в Рейк'явік, і з 1893 року працює тренеркою з гімнастики в школі. 1902 року Б'ярнасон влаштовується вчителькою в Жіночий коледж, і чотири роки потому очолює його. Цю посаду Інгіб'єрг Б'ярнасон займає до кінця життя.

## Політична кар'єра
Інгіб'єрг Б'ярнасон починає брати активну участь у рухах за незалежність жінок ще в Ісландії 1894 року. Була обрана головою комітету, який 1930 року власним коштом побудував Національний шпиталь (Landspítali) на честь перемоги суфражисток. У 1922 році Б'ярнасон була обрана в парламент Ісландії. 1924 року стає членкинею Консервативної партії Ісландії (Íhaldsflokkurinn), і залишається в партії до 1927 року.

## Феміністична діяльність
Після завершення політичної діяльності Інгіб'єрг Б'ярнасон продовжує брати активну участь у Жіночому визвольному русі. 1930 року стає головою жіночої організації Kvenfélagasambands Íslands. Діяльність Б'ярнасон часто критикують через підтримку Консервативної Партії, через створення шкіл житлової економіки. Деякі феміністки також не були згодні з Б'ярнасон, що жінки домоглися повної рівності, отримавши виборче право 1915 року.
З 1928 по 1932 рік Б'ярнасон працює в комітеті Національного банку (Landsbanki), є членкинею Ісландської ради освіти з 1928 по 1934 рік.

## Особисте життя
Інгіб'єрг Б'ярнасон ніколи не одружувалася і не мала дітей.

## Смерть і спадщина
Інгіб'єрг Б'ярнасон померла 30 жовтня 1941 року.
2011 року в Міській раді Рейк'явіка пройшло голосування за те, щоб встановити пам'ятник Інгіб'єрг Б'ярнасон. У липні 2012 року в Альтинзі пройшло свято, присвячене дев'яностій річниці вступу Б'ярнасон до парламенту.